# Reprezentacja Belgii w piłce siatkowej kobiet

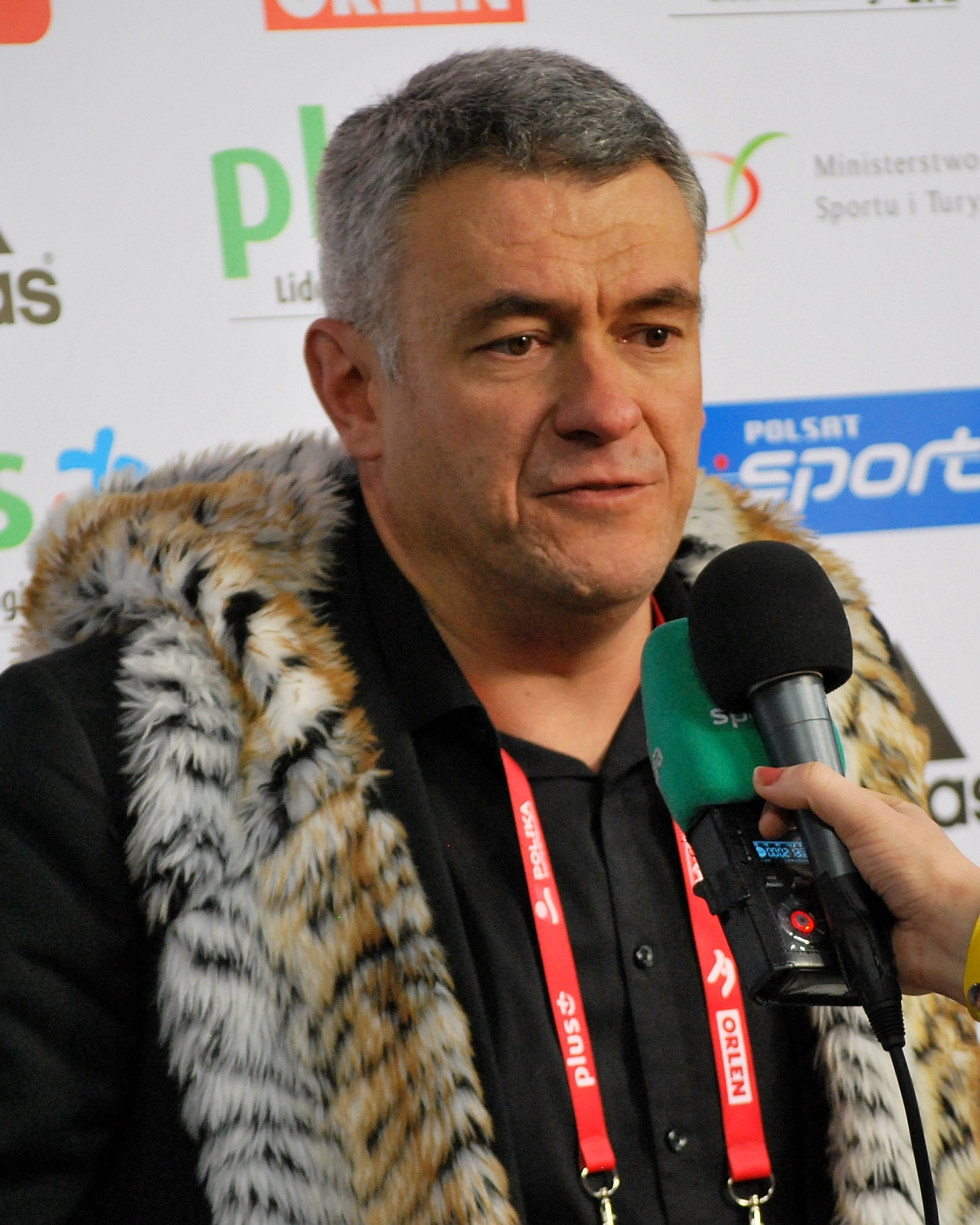
Gert Vande Broek trenerem reprezentacji Belgii w latach 2008-2022

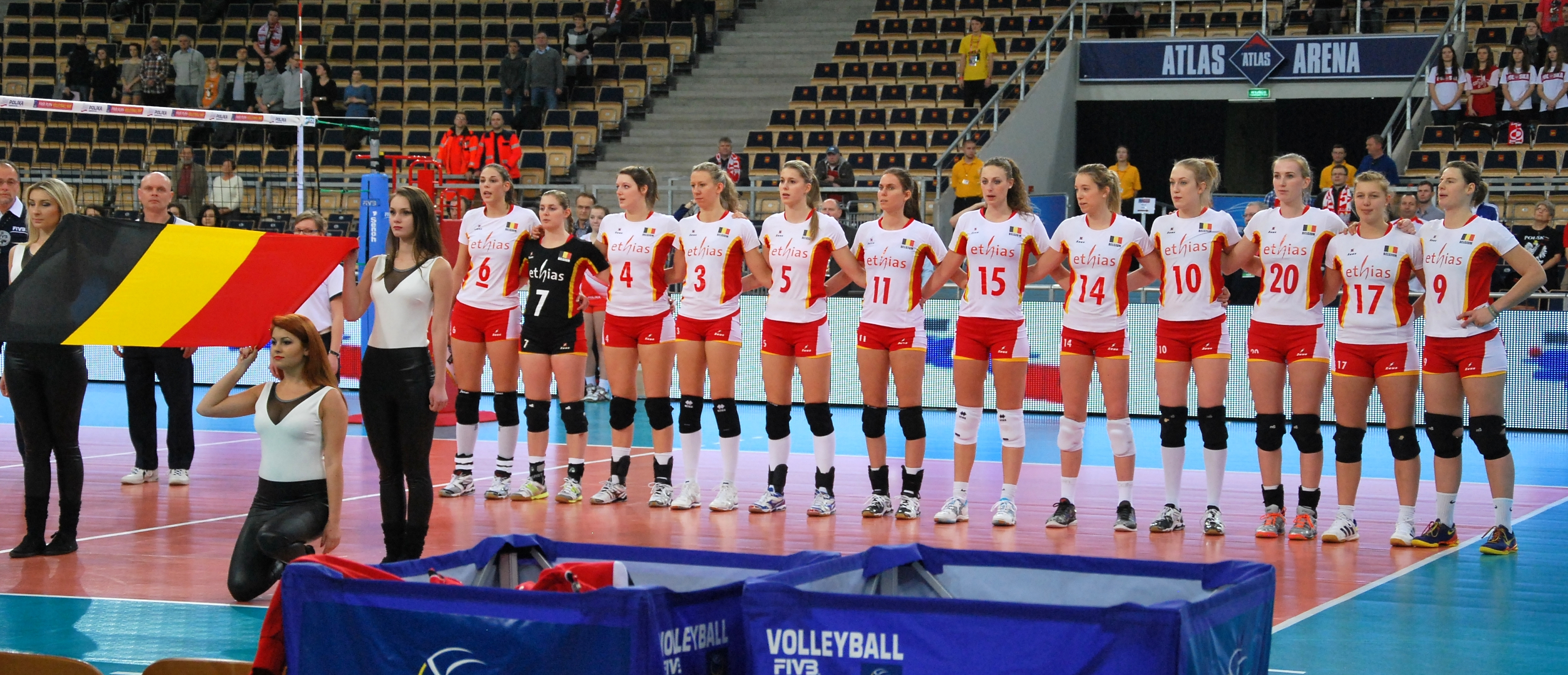
Reprezentantki Belgii w europejskich kwalifikacjach do Mistrzostwach Świata 2014 rozgrywanych w Łodzi

Reprezentacja Belgii w piłce siatkowej kobiet to narodowa reprezentacja tego kraju, reprezentująca go na arenie międzynarodowej.
Największym sukcesem reprezentantek Belgii jest wywalczenie 3. miejsca Mistrzostw Europy na turnieju w 2013.
Ponadto reprezentacja 2 razy wzięła udział w Mistrzostwach Świata w 1956 i 1978. Tam zajęły odpowiednio 13. i 22. miejsce.

## Skład reprezentacji Belgii naLigę Narodów 2025[2]
Zawodniczki:
- 1. Saar Bertels
- 2. Elise Van Sas
- 3. Britt Herbots
- 4. Nathalie Lemmens
- 5. Tea Radovic
- 6. Helena Gilson
- 7. Anna Koulberg
- 8. Lara Nagels
- 9. Nel Demeyer
- 10. Pauline Martin
- 11. Anke Waelkens
- 12. Charlotte Krenicky
- 13. Marlies Janssens
- 15. Charline Humblet
- 16. Noor Debouck
- 17. Kaat Cos
- 18. Britt Rampelberg
- 19. Silke Van Avermaet
- 20. Britt Fransen
- 21. Manon Stragier
- 22. Liese Verhelst
- 23. Yana Wouters
- 24. Dominika Strumilo
- 25. Eline Van Elsen
- 27. Annelore Engels
- 28. Mila Vlahovic
- 29. Pauline Luyten
- 30. Jasmine Debout
- 31. Sarah Hauben
- 32. Flore Maes

## Osiągnięcia
Mistrzostwa Europy:
- 2013

Liga Europejska:
- 2013
- 2024[3]

## Udział i miejsca w imprezach

### Mistrzostwa Świata
| Rok  | Kraj             | Miejsce        |
| ---- | ---------------- | -------------- |
| 1952 | ZSRR             | brak udziału   |
| 1956 | Francja          | 13. miejsce    |
| 1960 | Brazylia         | brak udziału   |
| 1962 | ZSRR             | brak udziału   |
| 1967 | Japonia          | brak udziału   |
| 1970 | Bułgaria         | brak udziału   |
| 1974 | Meksyk           | brak udziału   |
| 1978 | ZSRR             | 22. miejsce    |
| 1982 | Peru             | brak udziału   |
| 1986 | Czechosłowacja   | brak udziału   |
| 1990 | Chiny            | brak udziału   |
| 1994 | Brazylia         | brak udziału   |
| 1998 | Japonia          | brak udziału   |
| 2002 | Niemcy           | brak udziału   |
| 2006 | Japonia          | brak udziału   |
| 2010 | Japonia          | brak udziału   |
| 2014 | Włochy           | 11-12. miejsce |
| 2018 | Japonia          | brak udziału   |
| 2022 | Polska/ Holandia | 9. miejsce     |
| 2025 | Tajlandia        |                |

### Mistrzostwa Europy
| Rok  | Kraj                                 | Miejsce      |
| ---- | ------------------------------------ | ------------ |
| 1949 | Czechosłowacja                       | brak udziału |
| 1950 | Bułgaria                             | brak udziału |
| 1951 | Francja                              | brak udziału |
| 1955 | Rumunia                              | brak udziału |
| 1958 | Czechosłowacja                       | brak udziału |
| 1963 | Rumunia                              | brak udziału |
| 1967 | Turcja                               | 14. miejsce  |
| 1971 | Włochy                               | brak udziału |
| 1975 | Jugosławia                           | 12. miejsce  |
| 1977 | Finlandia                            | brak udziału |
| 1979 | Francja                              | 12. miejsce  |
| 1981 | Bułgaria                             | brak udziału |
| 1983 | NRD                                  | brak udziału |
| 1985 | Holandia                             | brak udziału |
| 1987 | Belgia                               | 12. miejsce  |
| 1989 | Niemcy                               | brak udziału |
| 1991 | Włochy                               | brak udziału |
| 1993 | Czechy                               | brak udziału |
| 1995 | Holandia                             | brak udziału |
| 1997 | Czechy                               | brak udziału |
| 1999 | Włochy                               | brak udziału |
| 2001 | Bułgaria                             | brak udziału |
| 2003 | Turcja                               | brak udziału |
| 2005 | Chorwacja                            | brak udziału |
| 2007 | Belgia/ Luksemburg                   | 7. miejsce   |
| 2009 | Polska                               | 11. miejsce  |
| 2011 | Serbia/ Włochy                       | brak udziału |
| 2013 | Niemcy/ Szwajcaria                   | 3. miejsce   |
| 2015 | Holandia/ Belgia                     | 6. miejsce   |
| 2017 | Gruzja/ Azerbejdżan                  | 14. miejsce  |
| 2019 | Turcja/ Polska/ Słowacja/ Węgry      | 9. miejsce   |
| 2021 | Serbia/ Bułgaria/ Chorwacja/ Rumunia | 13. miejsce  |
| 2023 | Włochy/ Niemcy/ Belgia/ Estonia      | 16. miejsce  |

### Grand Prix
| Rok  | Miasto          | Miejsce      |
| ---- | --------------- | ------------ |
| 1993 | Hongkong        | brak udziału |
| 1994 | Szanghaj        | brak udziału |
| 1995 | Szanghaj        | brak udziału |
| 1996 | Szanghaj        | brak udziału |
| 1997 | Kobe            | brak udziału |
| 1998 | Hongkong        | brak udziału |
| 1999 | Yuxi            | brak udziału |
| 2000 | Manila          | brak udziału |
| 2001 | Makau           | brak udziału |
| 2002 | Hongkong        | brak udziału |
| 2003 | Andria          | brak udziału |
| 2004 | Reggio Calabria | brak udziału |
| 2005 | Sendai          | brak udziału |
| 2006 | Reggio Calabria | brak udziału |
| 2007 | Ningbo          | brak udziału |
| 2008 | Yokohama        | brak udziału |
| 2009 | Tokio           | brak udziału |
| 2010 | Ningbo          | brak udziału |
| 2011 | Makau           | brak udziału |
| 2012 | Ningbo          | brak udziału |
| 2013 | Sapporo         | brak udziału |
| 2014 | Tokio           | 6. miejsce   |
| 2015 | Omaha           | 10. miejsce  |
| 2016 | Bangkok         | 11. miejsce  |
| 2017 | Nankin          | 12. miejsce  |

### Liga Narodów
| Rok  | Miasto    | Miejsce      |
| ---- | --------- | ------------ |
| 2018 | Nankin    | 13. miejsce  |
| 2019 | Nankin    | 7. miejsce   |
| 2021 | Rimini    | 9. miejsce   |
| 2022 | Ankara    | 15. miejsce  |
| 2023 | Arlington | brak udziału |
| 2024 | Bangkok   | brak udziału |